# Fredo Corleone
Federico „Fredo” Corleone egy kitalált karakter Mario Puzo A Keresztapa című regényében és az abból készült filmben. Ő a középső testvér a három Corleone-fivér közül. A filmvásznon John Cazale alakítja.
|  | Alább a cselekmény részletei következnek! |

## Szerepe a történetben
Mint az a történetből kiderül, Fredo a legegyügyűbb és a leggyengébb a három testvér közül, ezért aztán mindig csupa olyan munkát bíznak rá, amit nem túl bonyolult megoldani, illetve jelentéktelen és egyszerű. Sonny halála után a család ügyeit Michael veszi át, és nem Fredo, amely a történet során később még összetűzésre ad köztük okot.
A Keresztapa II. című filmben Fredo elárulja Michaelt egy gengszter, Johnny Ola segítségével, aki egy rivális keresztapa, Hyman Roth embere. Az árulás egy merényletben nyilvánul meg Michael Lake Tahoe-i otthonában. A filmben szándékosan nem árulnak el részleteket a megállapodásról, a sztori szerint ugyanis Fredo pusztán gazdagabb szeretett volna lenni, az meg sem fordult a fejében, hogy meg akarják ölni az öccsét. Mikor Michael megtudja, hogy a bátyja elárulta, csalódik benne, nem akarja többé látni, ugyanakkor azt mondja az embereinek, ne bántsák Fredót, legalábbis addig ne, amíg az édesanyjuk él. Anyjuk temetésén a két testvér látszólag kibékül. Ám amikor Fredo egy nap horgászni indulna motorcsónakkal Michael fiával, a kis Anthonyval, a fiút váratlanul Renóba viteti az apja, így Fredo egyedül marad a csónakban Al Nerivel. Miközben Fredo horgászás közben szokása szerint Szűz Máriához imádkozik, Al Neri hátulról lelövi egy pisztollyal a tó közepén. Michael mindezt végignézte a házából, ám mindenkinek azt hazudta, hogy balesetben halt meg. Végül csak A Keresztapa III.-ban vallja meg bűneit egy papnak, akiből később I. János Pál pápa lett.
|  | Itt a vége a cselekmény részletezésének! |

## A Fredo jelentése
Angol nyelvterületen a film sikere óta a Fredo egyet jelent azzal a személlyel, akire nem lehet fontos feladatokat bízni, csak apró, jelentéktelen munkákat, elsősorban gyengeség vagy butaság miatt.

## Rokonok
- Don Vito Corleone – Apa; játssza Marlon Brando és Robert De Niro
- Santino 'Sonny' Corleone – Fredo bátyja; játssza James Caan
- Costanza 'Connie' Corleone-Rizzi – Fredó húga; játssza Talia Shire
- Michael Corleone – Fredo öccse; játssza Al Pacino
- Mary Corleone – Unokahúg; játssza Sofia Coppola
- Anthony Vito Corleone – Unokaöcs; játssza Anthony Gounaris, James Gounaris, és Franc D'Ambrosio
- Carmella Corleone – Anya; játssza Morgana King
- Vincent 'Vinnie' Mancini-Corleone – 'Unokaöcs'; játssza Andy Garcia.

## Kapcsolódó
- A Keresztapa cselekménye